# Ishavskatedralen
Ishavskatedralen, som egentligen heter Tromsdalen kirke, ligger i Tromsdalen i Tromsø kommune i Nordnorge. Den är tecknad av arkitekt Jan Inge Hovig. Kyrkan invigdes 1965. Med sin karakteristiska form har den blivit ett landmärke i området. Kyrkan  är byggd upp av betongelement som är ställda mot varandra och bildar en trekant. Det är mellanrum mellan betongelementen som gör att man utifrån ser ljuset inne i kyrkan. På alteret står ett altarkors av silver, som är tillverkat av David Andersen, och på väggen bakom altaret är ett glasmåleri av Victor Sparre. Huvudentrén mot väst omges av en stor glasfasad med ett markant kors. När man tillverkade korset har man använt vit betong.
Ishavskatedralen ligger på fastlandet i stadsdelen Tromsdalen med utsikt mot själva centrum av Tromsø. Ishavskatedralen är en stor turistattraktion och besöks varje år av tusentals turister.

## Galleri

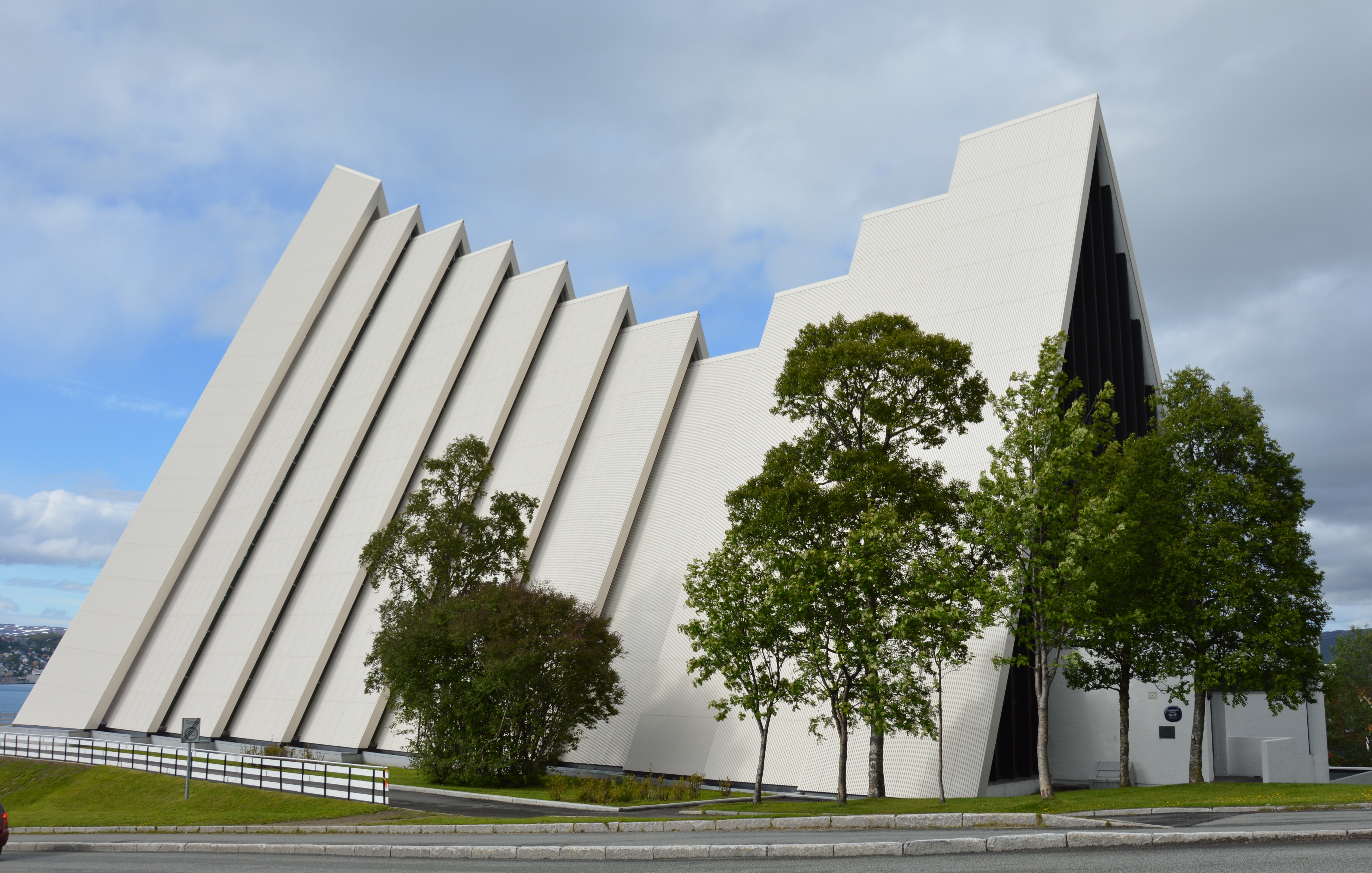
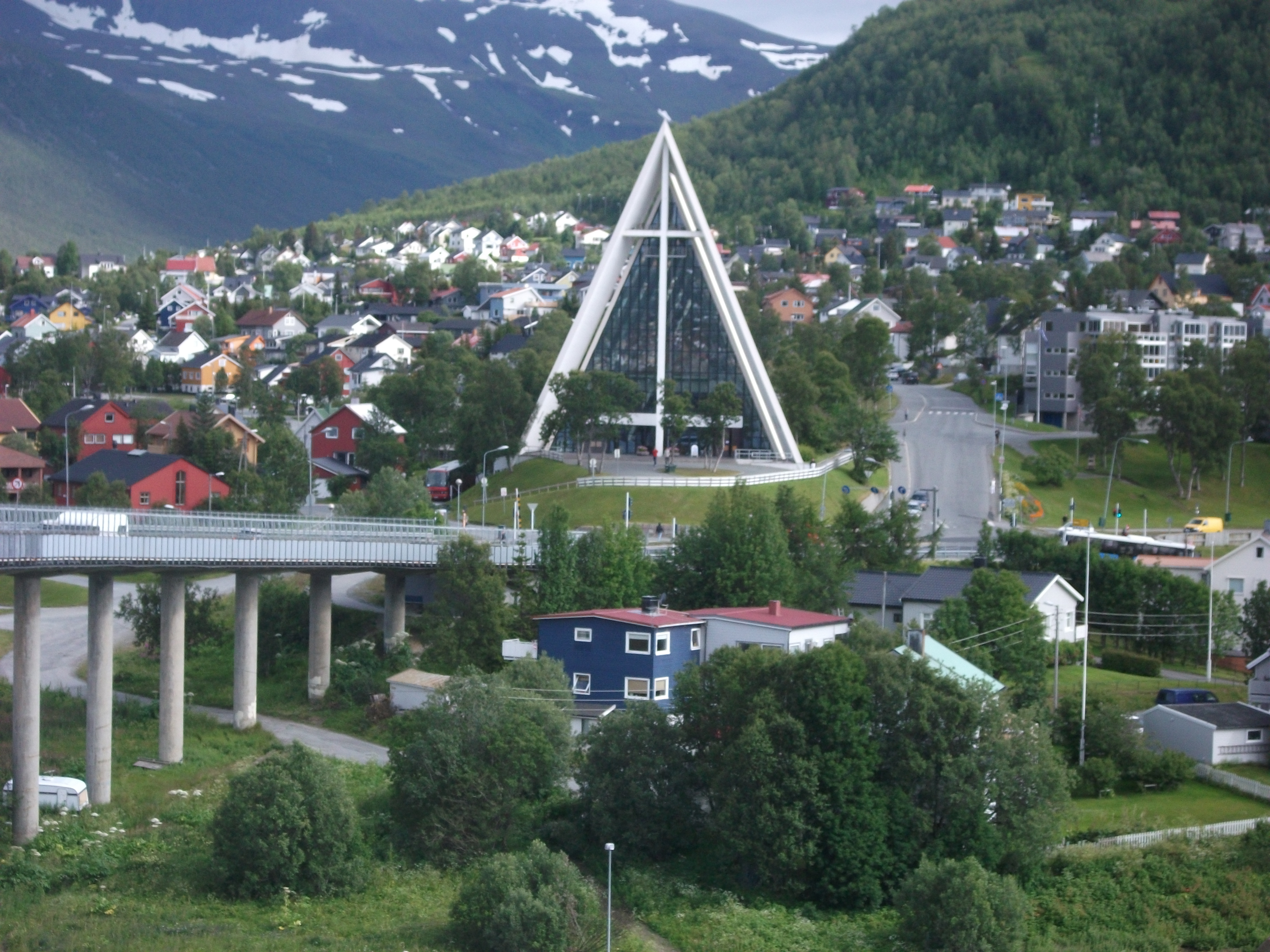
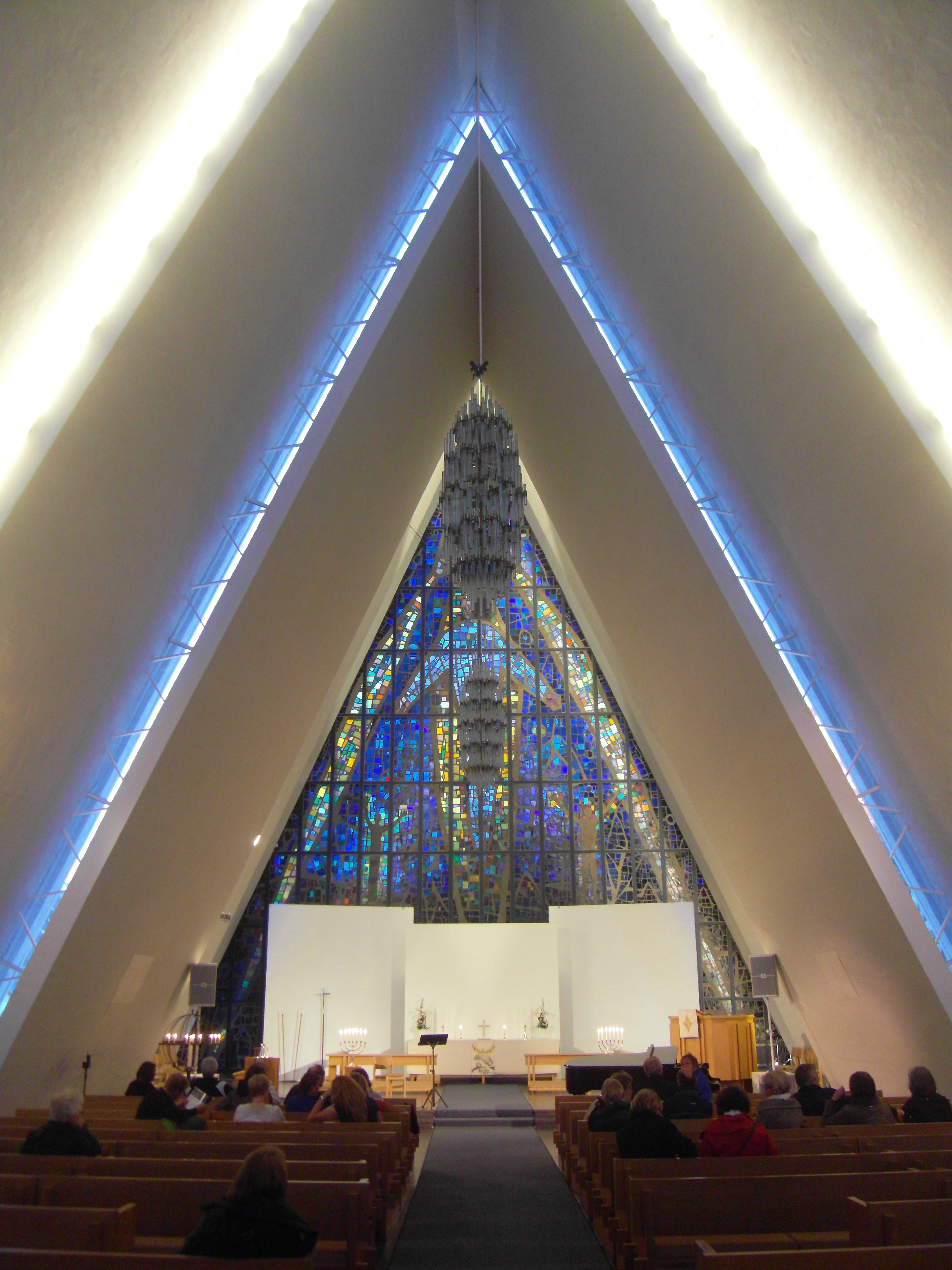
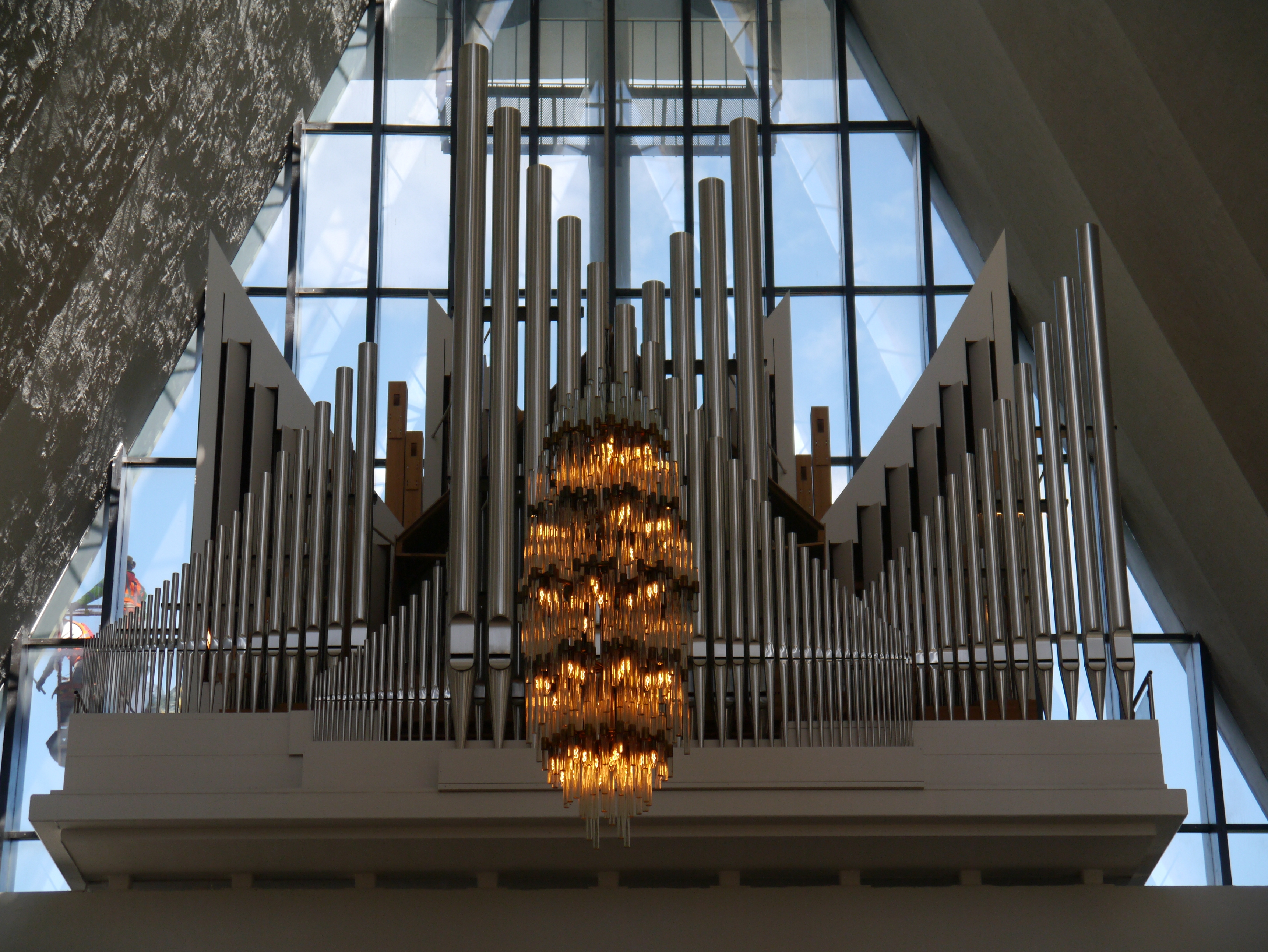